# Oskar Fredriksen
Oskar Fredriksen (9 février 1909 à Lunner - 19 juin 1991) est un ancien fondeur norvégien.

## Championnats du monde
- Championnats du monde de ski nordique 1937 à Chamonix 
  -  Médaille d'or en relais 4 × 10 km.